# بودجه دولتی
بودجهٔ دولتی سندی است که توسط دولت و/ یا سایر نهادهای سیاسی تهیه می‌شود و درآمدهای دولتی پیش‌بینی‌شده مانند مالیات بر ارث، مالیات بر درآمد، مالیات شرکت‌ها، مالیات واردات و هزینه‌ها و مخارج عمومی پیشنهادی مانند بهداشت، آموزش و دفاع را برای سال آینده، ارائه می‌کند. در اکثر نظام‌های پارلمانی، بودجه به قوه مقننه ارائه می‌شود و اغلب نیازمند تصویب مجلس است. دولت از طریق این بودجه، سیاست‌های اقتصادی را اجرا می‌کند و اولویت‌های برنامهٔ خود را محقق می‌کند. پس از تصویب بودجه، استفاده از وجوه هر بخش، در اختیار دولت، وزارتخانه‌ها و سایر نهادها است. درآمدهای بودجهٔ دولتی عمدتاً از مالیات، عوارض گمرکی و سایر درآمدها تشکیل می‌شود. مخارج بودجه دولتی فعالیت‌های دولت را پوشش می‌دهد که یا توسط قوانین عادی یا قانون اساسی تعیین شده‌اند.

## تاریخچه

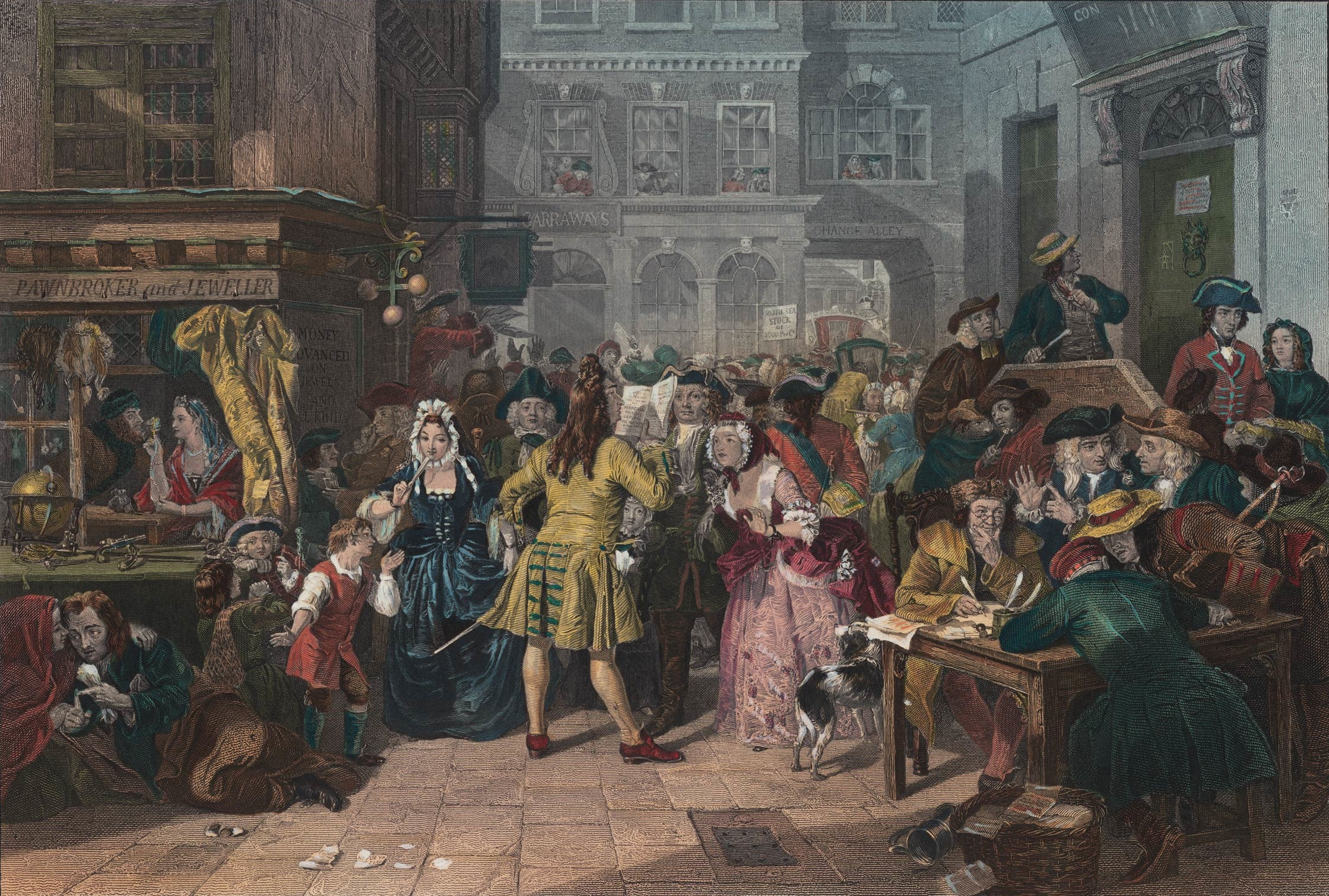
بحران مالی ناشی از شرکت دریای جنوبی، منجر به ارائه بودجه دولتی در زمان سر رابرت والپول شد. (نقاشی اثر ادوارد متیو وارد)

بودجه‌های معتبر که به عنوان بودجه‌های قانونی مدت معین (عموما یک ساله) قابل حسابرسی توسط پارلمان تعریف می‌شوند، برای نخستین بار در هلند در سال ۱۵۷۲، در انگلستان در سال ۱۶۸۹، در فرانسه در سال ۱۸۳۰، در دانمارک، پیمونت و پروس در سال ۱۸۴۸، در پرتغال در سال ۱۸۵۱، در سوئد در سال ۱۸۶۶، در اتریش در سال ۱۸۶۷ و در اسپانیا در سال ۱۸۷۶، تعریف شدند. این‌گونه بودجه‌ها دو اثر عمده داشتند:
۱. بودجه‌ها، احتمال بیشتری برای تصویب مالیات‌های جدید در پارلمان ایجاد کردند.
۲. بودجه‌ها، هزینه‌های نظامی زمان جنگ و شانس پیروزی در جنگ را افزایش دادند.

## انواع
برخی از انواع بودجه‌های دولتی شامل موارد زیر است:
- بودجهٔ ملی: بودجه‌ای است که توسط دولت مرکزی برای کل کشور تهیه می‌شود.
- بودجهٔ ایالتی: در سیستم‌های فدرال، ایالت‌های جداگانه نیز بودجه‌های خود را تهیه می‌کنند.
- بودجهٔ طرح: سندی است که احکام بودجه پروژه‌ها، برنامه‌ها و طرح‌های مهم مندرج در برنامه دولت یک کشور را نشان می‌دهد. [نیازمند منبع]
- بودجهٔ عملکردی: وزارتخانه‌ها و ادارات مرکزی که با فعالیت‌های عمرانی سروکار دارند، بودجهٔ عملکردی را تهیه می‌کنند که برای نمایندگان مجلس ارسال می‌شود. این بودجه‌های عملکردی، پروژه‌ها، برنامه‌ها و فعالیت‌های اصلی دولت را در پرتو اهداف مشخص و بودجه‌ها و دستاوردهای سال‌های گذشته ارائه می‌کند.[نیازمند منبع]
- بودجهٔ الحاقی: این بودجه، بودجهٔ سال آینده را از نظر درآمد و هزینه پیش‌بینی می‌کند.[نیازمند منبع]
- بودجه مبتنی بر صفر: این مورد، به عنوان بودجه‌ای تعریف می‌شود که هر وزارتخانه/بخش را ملزم می‌کند تا کل بودجهٔ خود را با جزئیات، توجیه کند. در این نوع بودجه، تمام هزینه‌های دولت باید برای هر دورهٔ جدید، توجیه شود.[نیازمند منبع]

بودجه را می‌توان بر اساس عملکرد، یا بر اساس انعطاف‌پذیری نیز طبقه‌بندی کرد.

## عناصر

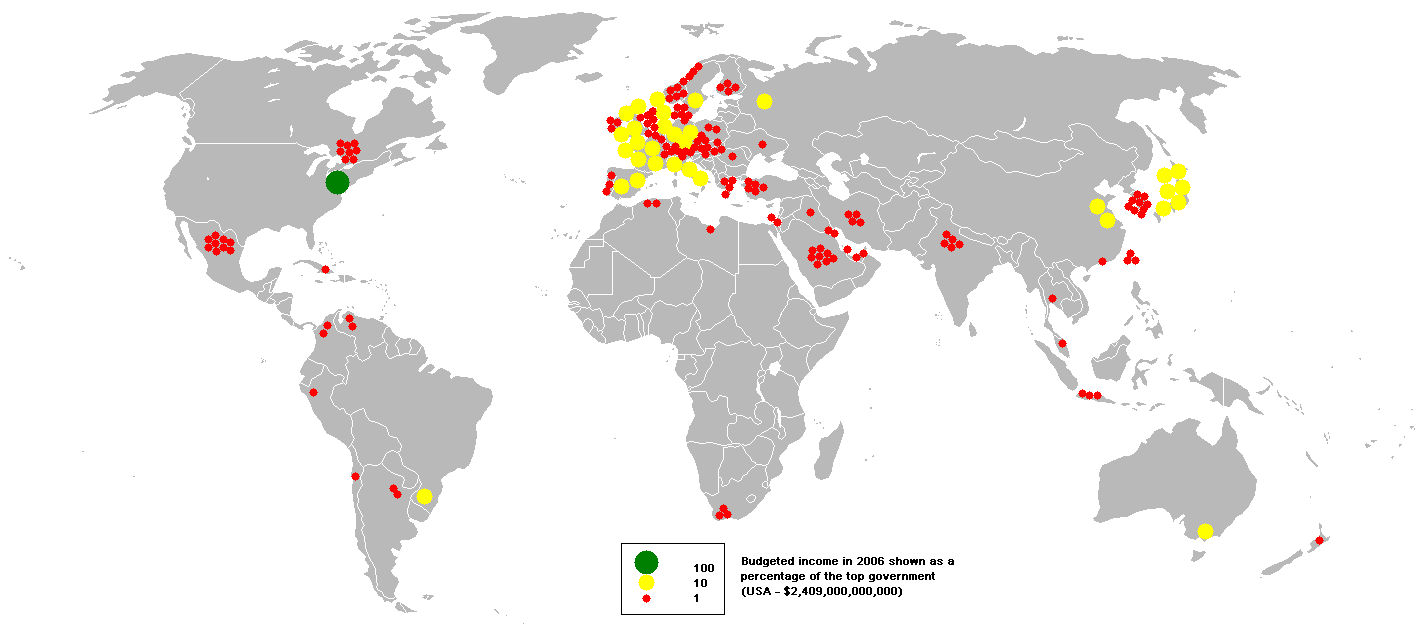
درآمدهای بودجه‌ای دولت‌ها در سال ۲۰۰۶

دو عنصر اساسی هر بودجه، درآمد و هزینه است. در مورد دولت، درآمدها عمدتاً از مالیات حاصل می‌شود. مخارج دولت شامل مخارج کالاها و خدمات جاری است که اقتصاددانان، آن را مصرف دولتی می‌نامند. مخارج سرمایه‌گذاری دولتی مانند سرمایه‌گذاری زیرساختی یا مخارج تحقیقاتی و پرداخت‌هایی مانند مزایای بیکاری یا بازنشستگی است.

## ملاحظات ویژه
بودجهٔ دولت دارای مبنای اقتصادی، سیاسی و فنی است. برخلاف یک بودجهٔ اقتصادی صرف، بودجه‌های دولتی، به‌دلایل مختلف، کاملاً برای تخصیص منابع کمیاب برای بهترین سود و استفادهٔ اقتصادی طراحی نشده‌اند. بودجه‌های دولتی همچنین دارای مبنای سیاسی هستند.

## طبقه‌بندی
- بودجهٔ متوازن: زمانی که درآمدهای دولت، برابر با مخارج دولت باشد.
- کسری بودجه: زمانی که مخارج دولت بیش از درآمد و دریافتی دولت باشد، رُخ می‌دهد.
- بودجهٔ مازاد: زمانی که درآمدهای دولت از مخارج فراتر رود.